# 食料 (律令)
食料（じきりょう）とは、古代における法律用語の1つ。
律令制においては食䉼とも表記され、官司に支給されてそこで働く官人や人夫・兵士たちに食事として支給された食物およびその材料を指した。転じて大宰府などに設置された公営田で耕作を行う農民たちに対しても給付されるようになった。平安時代中期以後にはその他の公領や荘園に対しても広まり、農料とも呼ばれた。国司や荘園領主が租税を徴税する際に、翌年分の種子と並んで食料分を差し引いて計算を行ったが、その基準は種子・食料を合わせて一段あたり3斗前後であったと言われている。また、食料の代わりに一色田の設置で代替とした例も見られる。だが、食料分を減らして租税の増徴を図る領主側とそれに反発する農民の対立はしばしば発生した。